# European Amusement and Gaming Expo
Pour les articles homonymes, voir EAG.
European Amusement and Gaming Expo, également appelé simplement EAG ou EAG expo est un salon d'exposition du monde de l'arcade se déroulant en Angleterre (à Londres,), depuis l'année 2010. Il « succède » à l'ATEI, la plupart des participants importants, membres du BACTA (Sega, Namco, Konami...) se produisant dans ce nouveau salon.
Il aborde, comme le faisait l'ATEI, toutes les nouveautés de l'univers arcade, en passant du jeu vidéo, par le flipper, les machines à sous, et tous les jeux de bar et d'arcade,.

## Éditions
1. EAG Expo 2010 : 26-28 janvier 2010
2. EAG Expo 2011 : 25-27 janvier 2011
3. EAG International 2012 : 24-26 janvier 2012
4. EAG International 2013 : 22-24 janvier 2013
5. EAG International 2014 : 21-23 janvier 2014
6. EAG International 2015 : 13-15 janvier 2015